# Mayo-Sava
Le Mayo-Sava est un département du Cameroun situé dans la région de l'Extrême-Nord. Son chef-lieu est Mora.

## Géographie
Le département doit son nom au cours d'eau irrégulier Mayo-Sava.
Maayo signifie « cours d'eau » en peul du Cameroun. Les mayos sont des cours d'eau à régime irréguliers qui ruissellent après de fortes pluies et se vident par la suite. En saison sèche, ils sont constitués de banc de sable, l'eau pouvant être présente à 6 mètres de profondeur.

## Organisation administrative
Le département est découpé en 3 arrondissements et/ou communes :
| COG    | Communes  | Chef-lieu | Superficie (km²) | Population |
| ------ | --------- | --------- | ---------------- | ---------- |
| EN0501 | Mora      | Mora      | 1 690            | 179 777    |
| EN0502 | Tokombéré | Tokombéré | 310              | 91 256     |
| EN0503 | Kolofata  | Kolofata  | 631              | 77 857     |